# 金廈海峽
金廈海峽，是中華人民共和國福建省廈門島與中華民國福建省金門縣之間的海峽，爲兩岸非正式海上軍事分界線。金厦海峡最近处只有1800多米。